# Agathia succedanea
Agathia succedanea là một loài bướm đêm thuộc họ Geometridae. Loài này có ở Borneo và Sumatra.